# Collapse into Now
Collapse into Now es el decimoquinto y último álbum de estudio de la banda estadounidense de rock alternativo R.E.M., lanzado el 7 de marzo de 2011 por Warner Bros. Producido por Jacknife Lee, quien trabajó anteriormente con la banda en Accelerate (2008), el álbum fue precedido por los sencillos «It Happened Today», «Mine Smell Like Honey», «Überlin» y «Oh My Heart».
Con respecto al título del álbum, el cantante principal Michael Stipe señaló: «Es lo último que canto, la última canción del disco antes de que el disco entre en una coda y repita la primera canción. En mi cabeza, es como si me dirigiera a un niño de nueve años y estoy diciendo, “Vengo de un lugar lejano llamado el siglo xx. Y estos son los valores y estos son los errores que hemos cometido y estos son los triunfos. Estas son las cosas que mantuvimos en la más alta estima. Estas son las cosas de las que aprender”».
A partir de septiembre de 2011, el álbum había vendido 142 000 copias en los Estados Unidos. En el momento de la ruptura de la banda, el bajista Mike Mills señaló que el contenido de las letras del álbum contenía «indicaciones» de que la banda planeaba separarse. En 2019, la banda fue más directa sobre las pistas que estaban dando a través del álbum: «Ese es el disco en el que nos pusimos en la portada por primera vez y me despido, y nadie lo entendió», dijo Stipe en 2019. «Estábamos diciendo: “Esto es todo, Sayōnara, nos vamos de aquí”».
La banda no realizó una gira para promocionar el álbum y, por lo tanto, nunca interpretó ninguna de las canciones en un concierto, aunque Michael Stipe tocó «Every Day Is Yours to Win» sin R.E.M. para el Concierto Benéfico Anual de Tibethouse.

## Trasfondo y grabación

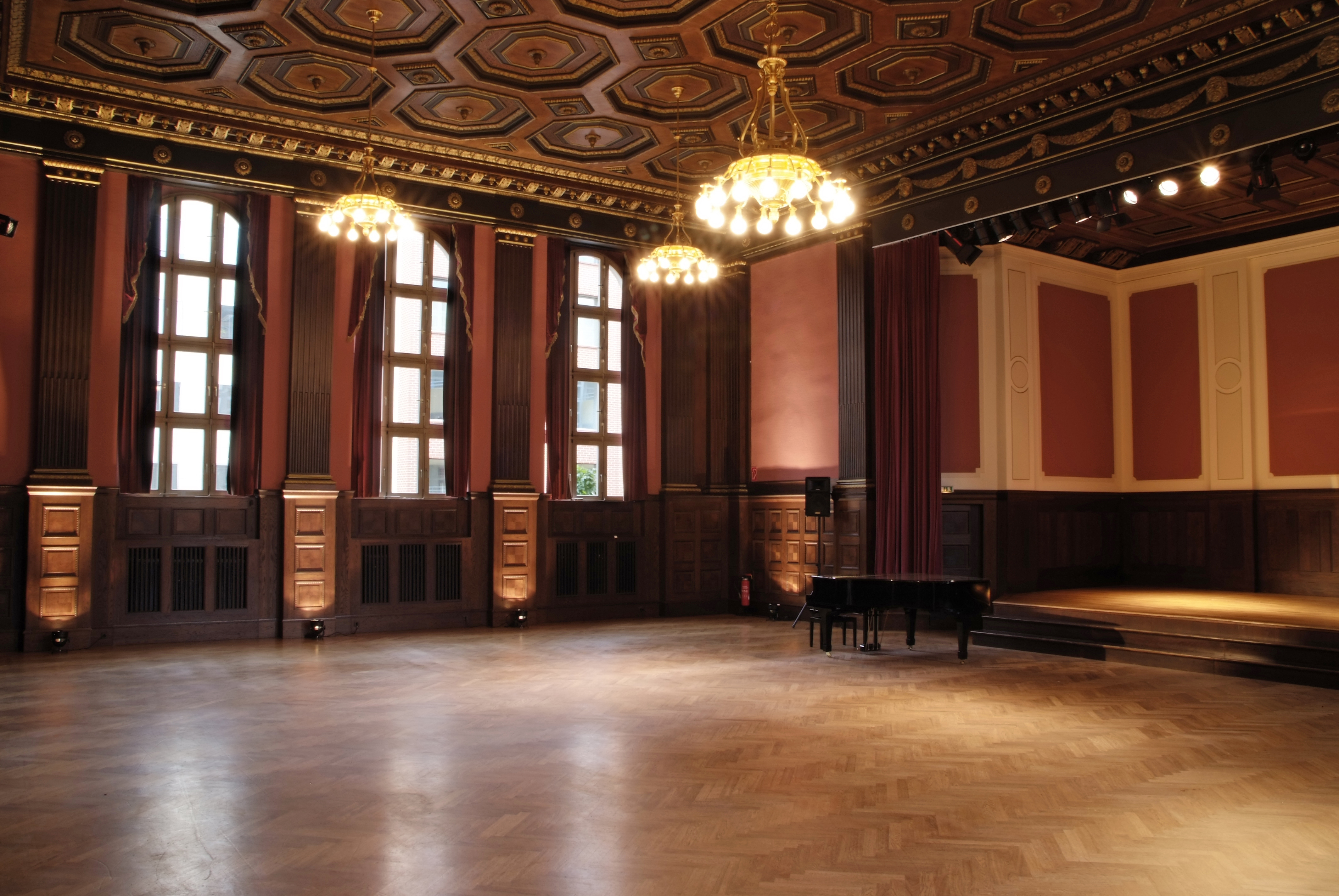
Los Hansa Studios en Berlín organizaron sesiones de grabación para el álbum, así como actuaciones en el estudio, que se filmaron porque la banda sabía que no harían una gira para promocionar Collapse into Now

En 2008, durante una gira en apoyo de Accelerate, R.E.M. discutió la posibilidad de terminar con la banda en un futuro cercano. Al ingresar al estudio con el productor Jacknife Lee, la banda comenzó a grabar un álbum de estudio final, con la intención de «salir con una nota alta». Con respecto a estas discusiones iniciales, el bajista Mike Mills declaró: «Sabíamos que teníamos algunas decisiones que hacer con respecto a nuestro contrato con Warner Bros. Tuvimos que tomar una decisión sobre cómo seguir adelante como una unidad de grabación, y si todavía queríamos hacer una gira juntos. Curiosamente, creo que de forma independiente, todos llegamos a la conclusión de que esta fue una gran oportunidad para alejarnos en nuestros propios términos, que pensamos, “¿Por qué no aprovecharla?” Necesito estar lejos de esto por mucho tiempo». Buck sugirió «¿Qué tal para siempre?» y así decidieron separarse.
Collapse into Now se grabó en cuatro localidades diferentes: Berlín, Alemania; Nashville, Tennessee; y Nueva Orleans, Luisiana, con una demostración en Jackpot Studios, en Portland, Oregón. Con respecto al proceso de grabación y el hecho de que marcó la concepción de su último álbum de estudio, Mills señaló: «Tratamos de disfrutarlo tanto como fuera posible y hacerlo lo más divertido posible, pero no somos personas súper sentimentales en ese sentido. La única vez que nos pusimos realmente conmovedores fue cuando trabajábamos en Berlín, y tenían una hermosa sala allí, Meistersaal, donde grabamos siete u ocho canciones. Realmente no había nadie allí, excepto algunos amigos, familiares y personas importantes, y sabíamos que probablemente sería la última vez que tocaríamos juntos como R.E.M. Ese fue un día bastante tenso. Pero fue divertido».
Al comparar el disco con el lanzamiento anterior de la banda, Accelerate, Mills señaló que la banda «quería que este nuevo fuera más expansivo. Queríamos ponerle más variedad y no limitarnos a ningún tipo de canción. Hay algunos canciones realmente lentas y hermosas; hay algunas agradables, de mid-tempo; y luego hay tres o cuatro rockeros». Ha hablado sobre la temática del álbum, diciendo: «Es más un disco mas personal que político. Los eventos actuales nos vienen a la mente cuando escribimos, pero los temas aquí son más universales».
El álbum presenta apariciones especiales de Patti Smith, Eddie Vedder de Pearl Jam, Peaches, Lenny Kaye y Joel Gibb.
Según Michael Stipe, el álbum contiene «una de las únicas canciones autobiográficas de toda mi carrera como compositor, en la canción de apertura, “Discoverer”. Es una canción de descubrimiento. Se trata de darse cuenta de que la ciudad te ofrece este increíble potencial y oportunidad; todas las cosas que buscas en tu adolescencia y tus veintes. Eso es lo que Nueva York me ofreció».

## Lanzamiento y promoción
Para promocionar el álbum, la banda lanzó videos musicales para cada canción del álbum, con directores como James Franco, Sam Taylor-Wood, Jim Herbert y el cantante principal Michael Stipe. Stipe señala que: «La idea era presentar una versión del siglo XXI de un álbum. ¿Qué significa un álbum en el año 2011, especialmente para generaciones de personas para quienes la palabra álbum es un término arcaico? Un álbum para mí como adolescente en los años 70 era un concepto completamente formado. Era un cuerpo de trabajo de un artista que me gustaba o confiaba o que me emocionaba [...] Quería presentar una idea de lo que podría ser un álbum en la época de YouTube e Internet. Ni de Kanye West, ni de Lady Gaga, ni de Beyoncé; tienen su lugar. Esto es lo que hacemos. Reunimos y secuenciamos el cuerpo de trabajo más sólido que pudimos encontrar. en este momento y ponerlo en este disco».
Durante la promoción, la banda declaró que no tenía intención de hacer una gira para promocionar el álbum, y Peter Buck citó en una entrevista con NME que «parece que hemos estado de gira mucho en los últimos ocho o diez años. Hasta cierto punto se sentía como si hubiéramos estado haciendo lo mismo que hicimos la última vez. Realmente no quieres repetirte de esa manera». También afirmó que las giras no ayudan a las ventas de álbumes y concluyó: «Parece que cada vez menos personas compran álbumes, así que haz lo que quieras». Cumpliendo con su resolución de no participar en una nueva gira, R.E.M. se disolvió oficialmente como grupo en septiembre de 2011, seis meses después del lanzamiento del álbum. Para el Record Store Day de 2011, la banda lanzó R.E.M. Three: un paquete de tres 7" que contiene cada uno de los sencillos comerciales del álbum. Después de estar agotada durante varios años, la edición de vinilo LP se volvió a imprimir en 2023.

## Recepción crítica
Collapse into Now recibió críticas positivas de los revisores señalados en el agregador de reseñas Metacritic. Tiene una puntuación media ponderada de 71 sobre 100, basada en 37 revisiones.
Matt LeMay de Pitchfork declaró que «Collapse into Now también presenta algunos éxitos propios improbables; a pesar de su título desalentador, “Mine Smell Like Honey” supera un verso que pisa el agua y asciende a un estribillo R.E.M. clásico verdaderamente majestuoso, completo con los altísimos coros de Mike Mills y las guitarras tintineantes de Peter Buck. Solo “Walk It Back” vale el precio de la entrada aquí, una hermosa y envolvente canción que da un paso atrás en los densos arreglos del álbum y le da a la voz de Michael Stipe espacio para resonar. Este álbum es más complejo que nada desde Up (1998), pero Collapse Into Now todavía suena como el trabajo de una banda atrapada entre viejos hábitos y nuevas aventuras».
Josh Modell de Spin escribió que «(aquí)... descubren el brillo de la mediana edad, reconociendo cálidamente el pasado mientras se dan cuenta de que el presente puede sentirse igual de reconfortante... Collapse en su mayoría suena como un amigo familiar, confiable en todas las mejores formas, pero aún capaz de insinuar sorpresas en silencio».

## Lista de canciones
Todas las canciones escritas por Peter Buck, Mike Mills y Michael Stipe, excepto cuando se indique lo contrario.

| X-axis |                             |          |  |
| N.º    | Título                      | Duración |  |
| 1.     | «Discoverer»                | 3:31     |  |
| 2.     | «All the Best»              | 2:48     |  |
| 3.     | «Überlin»                   | 4:15     |  |
| 4.     | «Oh My Heart»               | 3:21     |  |
| 5.     | «It Happened Today»         | 3:49     |  |
| 6.     | «Every Day Is Yours to Win» | 3:26     |  |

| Y-axis |                                          |          |  |
| N.º    | Título                                   | Duración |  |
| 7.     | «Mine Smell Like Honey»                  | 3:13     |  |
| 8.     | «Walk It Back»                           | 3:24     |  |
| 9.     | «Alligator_Aviator_Autopilot_Antimatter» | 2:45     |  |
| 10.    | «That Someone Is You»                    | 1:44     |  |
| 11.    | «Me, Marlon Brando, Marlon Brando and I» | 3:03     |  |
| 12.    | «Blue»                                   | 5:46     |  |

| Pistas extra de Amazon MP3 Downloads y iTunes |                                    |          |  |
| N.º                                           | Título                             | Duración |  |
| 13.                                           | «Discoverer» (Live in the Studio)  | 3:31     |  |
| 14.                                           | «Oh My Heart» (Live in the Studio) | 3:28     |  |

| Pista extra de iTunes |                                                               |          |  |
| N.º                   | Título                                                        | Duración |  |
| 15.                   | «Alligator_Aviator_Autopilot_Antimatter» (Live in the Studio) | 2:44     |  |

## Listas de éxitos
| Listas (2011)        | Máxima posición |
| -------------------- | --------------- |
| Mitä hittiä          | 17              |
| Media Control Charts | 1               |
| Mahasz               | 18              |
| PROMUSICAE           | 3               |
| Swiss Music Charts   | 1               |
| UK Albums Chart      | 5               |
| US Billboard 200     | 5               |
| Mexican Albums Chart | 71              |